# Émile Leva
Émile Leva (Vivegnis, 13 december 1931) is een Belgische oud-atleet, die gespecialiseerd was in de middellange afstand. Hij nam eenmaal deel aan de Olympische Spelen en veroverde één Belgische titel.

## Biografie
Leva nam in 1956 op de 800 m en de 1500 m deel aan de Olympische Spelen in Melbourne. Hij werd zevende in de finale van de 800 m en werd uitgeschakeld in de reeksen van de 1500 m. Leva had de gewoonte steeds achteraan te lopen en te rekenen op zijn sterke eindsprint. In 1958 behaalde hij zijn enige Belgische titel op de 800 m.
Samen met Roger Moens, André Ballieux en Alfred Langenus verbeterde hij op 8 augustus 1956 in Bosvoorde het wereldrecord op de 4 x 800 m. Dit record hield stand tot in 1966, toen een Duits estafetteteam het verbeterde.

### Clubs
Leva was aangesloten bij FC Luik.

## Belgische kampioenschappen
| Onderdeel | Jaar |
| --------- | ---- |
| 800 m     | 1958 |

## Persoonlijke records
| Onderdeel | Prestatie | Jaar |
| --------- | --------- | ---- |
| 800 m     | 1.49,4 s  | 1956 |
| 1500 m    | 3.50,2 s  | 1956 |

## Palmares

### 800 m
- 1955:  Interl. Ned.-België te Den Haag - 1.52,6
- 1956: 7e OS in Melbourne – 1.51,8
- 1958:  BK AC – 1.51,6

### 1500 m
- 1956: 12e reeks OS in Melbourne – 4.06,0